# Koppenhágai Operaház
A Koppenhágai Operaház (dánul: Operaen) Dánia nemzeti operaháza. Koppenhága központjában, a Holmen néven ismert szigetek egyikén, a Dokøenen található. A 2004-ben átadott épület a világ legmodernebb operaházai közé tartozik. Építési költségei is a legmagasabbak közé tartoznak, 441 millió dollárt tettek ki.
Az épület pontosan a hajózóút túlpartján fekvő Amalienborg palotával szemben, a Frederikskirke és a palota által kijelölt vonal tengelyében épült.

## Történet
Az operaház építését magánforrásokból finanszírozták: az A.P. Møller és Chastine Mc-Kinney Møller Alapítvány 2000 augusztusában a dán népnek adományozta az épület felépítését. Az alapítvány vezetője Mærsk Mc-Kinney Møller üzletember, Dánia egyik leggazdagabb embere, a Mærsk hajózási társaság egyik alapítója. Az épületet Henning Larsen tervezte. 2004-ben készült el, majd II. Margit dán királynő nyitotta meg.
Az első kapavágás 2001 júniusában történt. Az építkezés novemberben kezdődött, és 2004. október 1-jéig tartott: ekkor adta át hivatalosan Mærsk Mc-Kinney Møller Anders Fogh Rasmussen miniszterelnöknek. Ezt követően az üzemeltetést a Dán Királyi Színház (Det Kongelige Teater) vette át. A hivatalos megnyitóra 2005. január 15-én került sor.

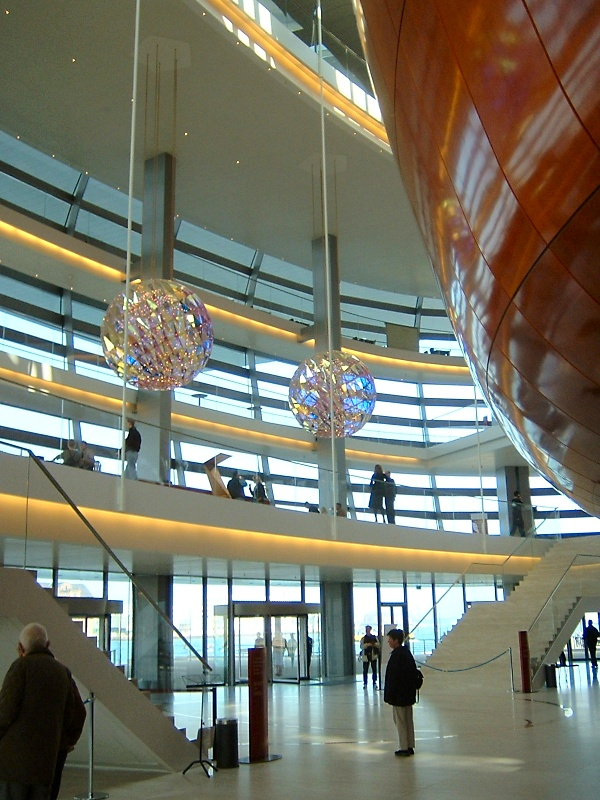
Az előtér

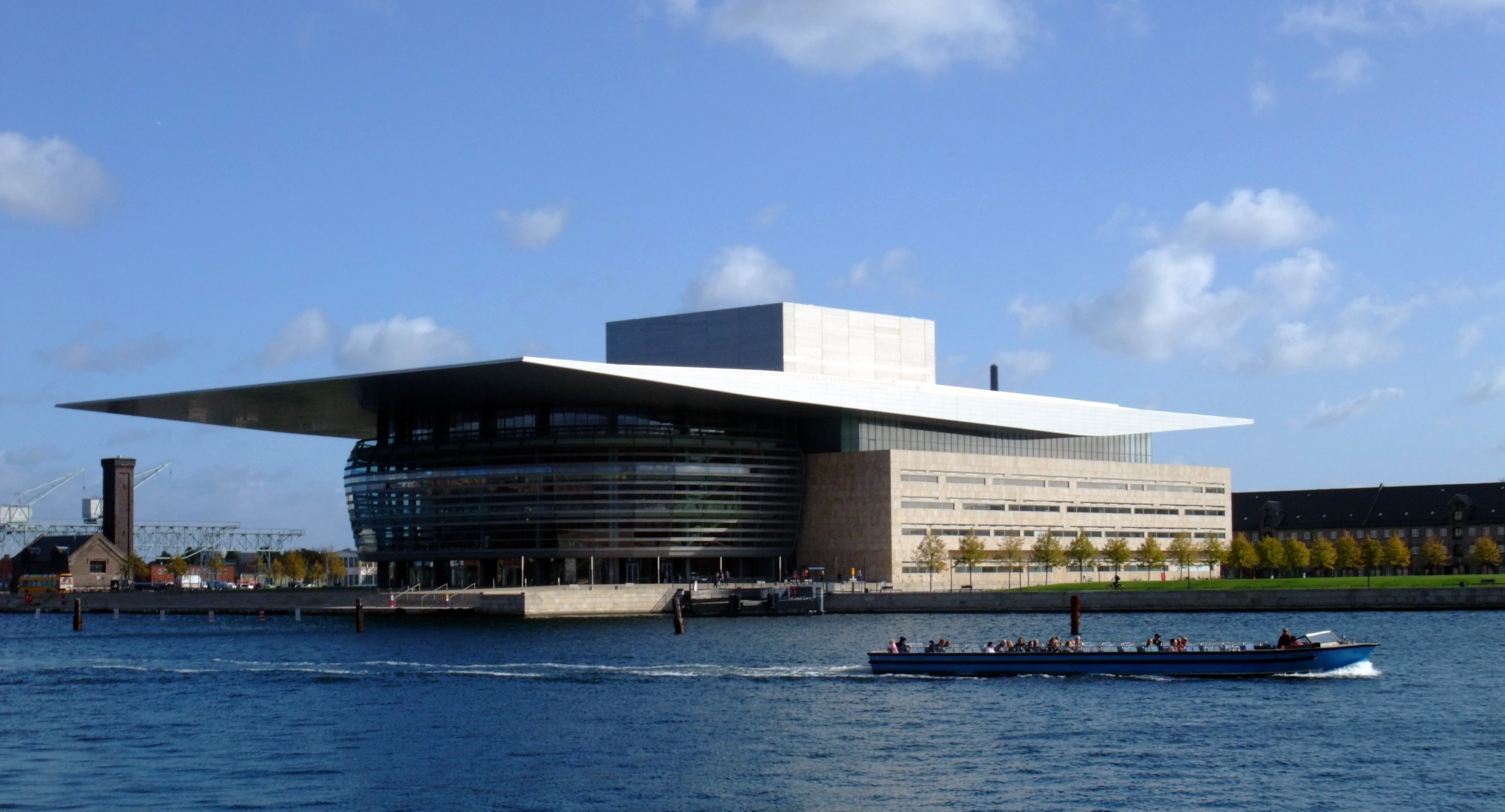
A Koppenhágai Operaház

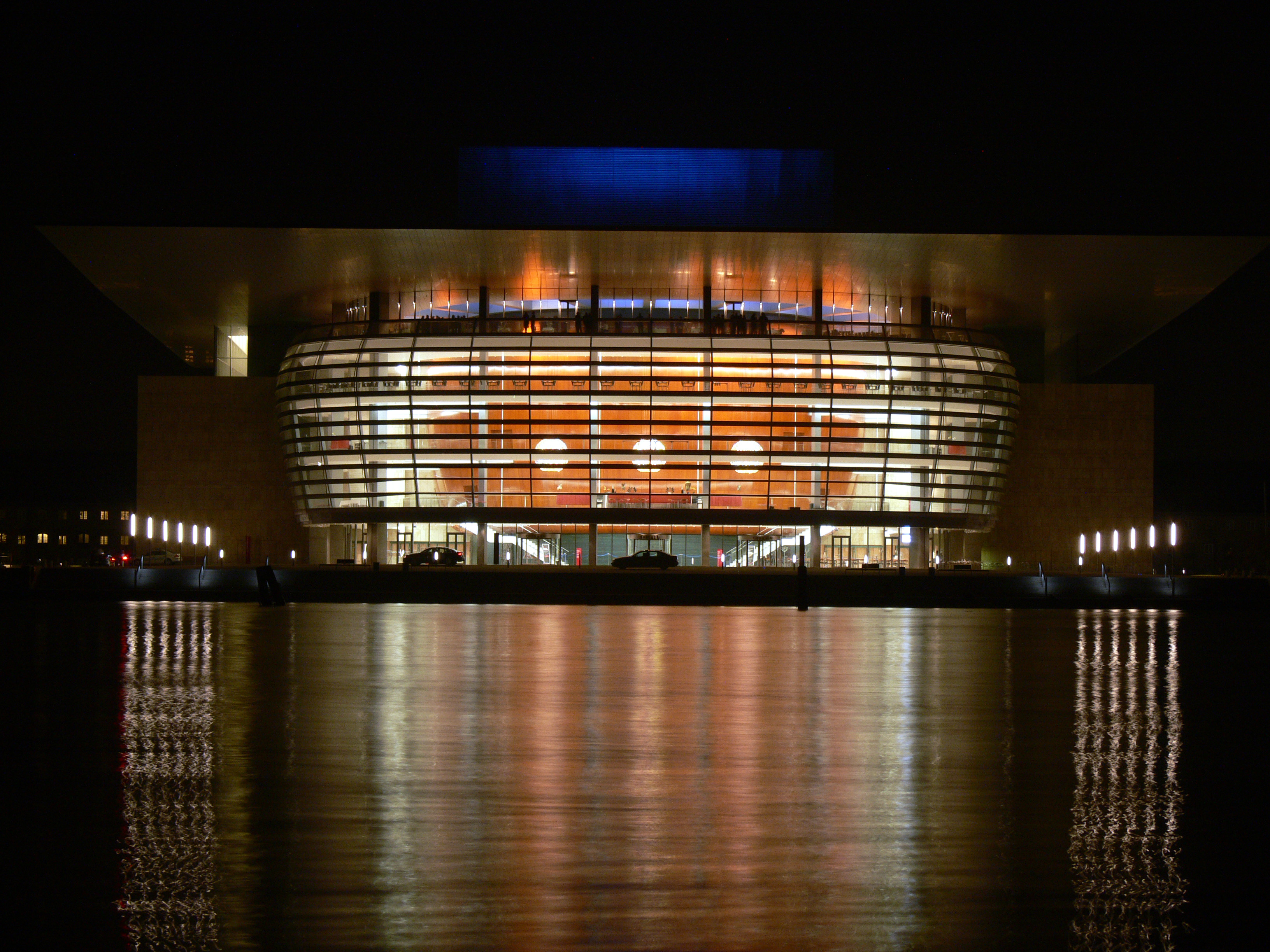
Az operaház szemből, este

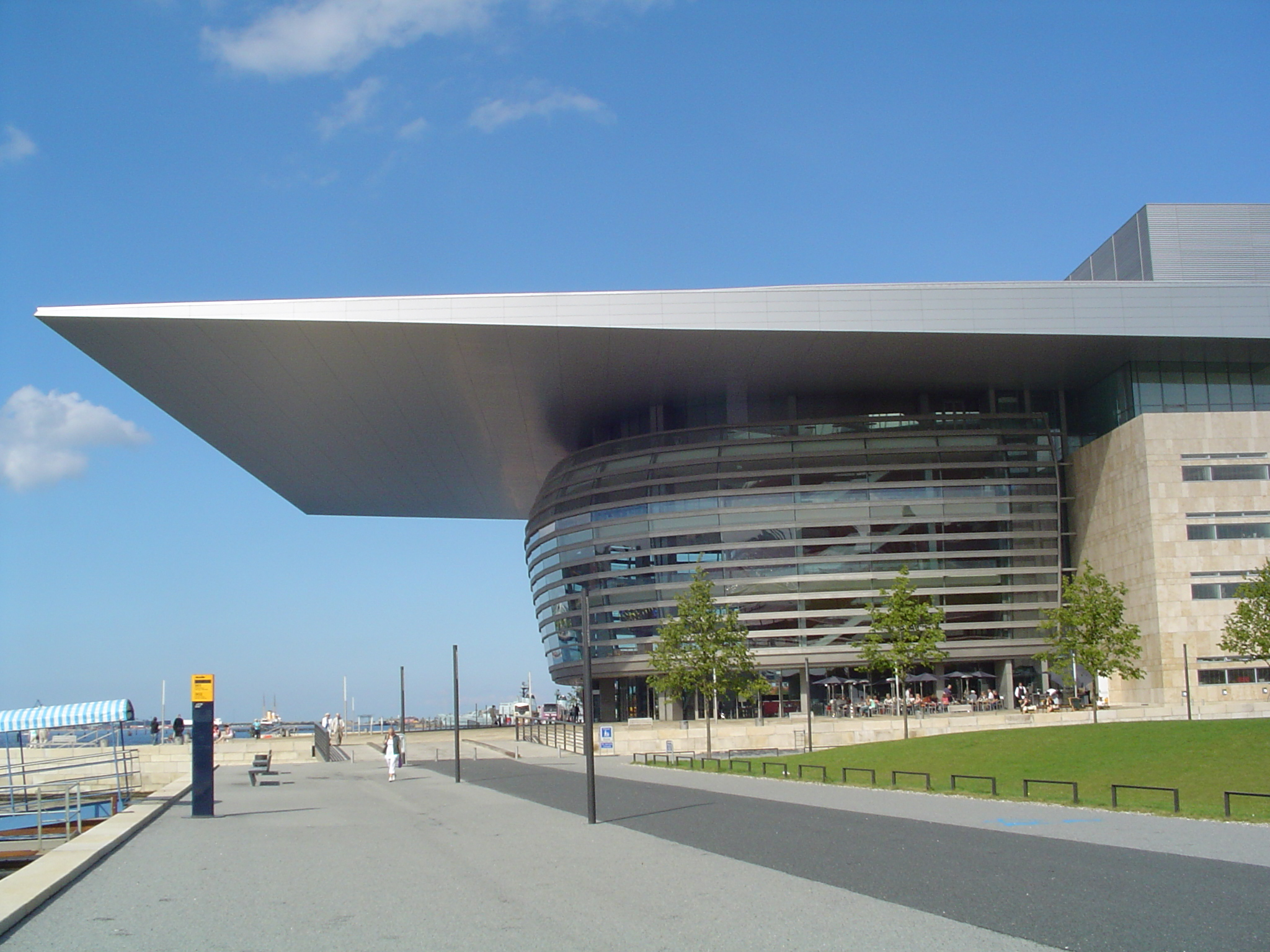
Oldalnézet a rakpartról

## Jellemzők
Az 1700 férőhelyes épület építéséhez minőségi kő és fém építőanyagokat használtak, többek között 105 000 aranyfüst lemezt. A homlokzatot észak-németországi jura mészkővel burkolták, a környező közterületeket és rakpartokat pedig kínai gránittal. Az előtér és a hall burkolata juharfából készült.
Az épület szélessége 90, hosszúsága 127 méter, de a tető hossza a 158 métert is eléri: 32 méterrel nyúlik ki az épület elé az öt emelet magas üveg homlokzat felett. Teljes magassága 38 méter. Az épület 14 szintjén (ebből 9 a felszín felett, 5 alatta található) összesen 41 000 m² hasznos terület található, amely több mint 1100 helyiség között oszlik meg. A nagyterem befogadóképessége 1500 fő.